# Ewangelia Bazylidesa
Ewangelia Bazylidesa – niezachowana do czasów współczesnych apokryficzna ewangelia gnostycka używana przez zwolenników Bazylidesa, znana jedynie ze wzmianek w dziełach Orygenesa, Hieronima ze Strydonu, Ambrożego z Mediolanu, Bedy Czcigodnego oraz Spisu Samarytańskiego. Jej fragment został prawdopodobnie przytoczony w Panarionie Epifaniusza z Salaminy.